# جغرافیای سیاسی اطلاعات
در دهه ۱۹۸۰ جغرافیای سیاسی به عرصه مطالعات نظامی و اجتماعی راه یافت. تقارن بازگشت مفهوم جغرافیای سیاسی به صفحه جهانی اطلاعات و ارتباطات در دهه ۱۹۸۰ می‌تواند دلیلی بر تغییرات وسیع در جغرافیای سیاسی و اهمیت اطلاعات و ارتباطات در عرصه سیاست جهان باشد. در آن زمان بیشترین تأکید بر رسانه‌های خبری، کانال‌های رادیو و تلویزیون بوده‌است چون پنج غول خبری آن زمان (آسوشیتد پرس، یونایتد پرس اینترنشنال، فرانس پرس و تاس) در شکل گیری دنیای شمال نقش اساسی را ایفا کردند.

## جغرافیای سیاسی اطلاعات
مطالعه فضای سرزمینی متحرکی است که تولید، توزیع و مصرف اطلاعات به عنوان شکل دهنده مرزهای قلمروی آن محسوب می‌شود و دراین فضای متحرک جایگاه هر موجودیت سیاسی به میزان تأثیرگذاری آن در فرایند تولید، توزیع و مصرف اطلاعات بستگی دارد. در این جغرافیا، فضای شمال- جنوب و مرکز- پیرامون تقسیم بندی عمده معادلات سیاسی است.

## ویژگی‌های جغرافیای سیاسی اطلاعات
۱. پویایی. فضای سرزمینی جغرافیای سیاسی اطلاعات در مقایسه با فضای تقریباً ثابت جغرافیای سنتی، از تحرک و پویایی برخوردار است؛ پس نمی‌توان مرز کاملاً مشخصی برای تقسیم بندیهای سیاسی- اطلاعاتی ترسیم کرد و فضاها مدام در حال تغییر و دگرگونی است.
۲. مرزبندی ویژه. مرزهای مناطق جغرافیای سیاسی اطلاعات، برعکس مرزبندی‌های رایج و نمایان در جغرافیای سنتی، بر اساس تولید، توزیع و مصرف اطلاعات و اخبار شکل می‌گیرد.(به این معنا که مراکز عمده تولید، توزیع و مصرف اطلاعات به عنوان نقاط کانونی و تأثیر گذار در معادلات سیاسی، اجتماعی و اقتصادی دنیا تلقی می‌شوند.)
۳. سوگیری جریان اطلاعات. بر خلافِ جغرافیای سنتی که از شمال- جنوب، شرق-غرب و نظیر آن تشکیل شده بود در جغرافیای سیاسی اطلاعات بیش‌ترین توجه به شمال- جنوب و مرکز- پیرامون است.

## شمال – جنوب اطلاعاتی
شکاف میان کشورهای رشد یافته، واقع در بخش اعظم نیمکره شمالی، و کشورهای در حال توسعه، که اکثراً در نیمکره جنوبی قراردارند، میراث دوران گذشته استعماری است و نشان خود را در وابستگی سیاسی، اقتصادی و فرهنگی کشورهای فقیرتر به جای گذاشته‌است اما امروزه مناقشه و مقابله جای ستم و استیلا را گرفته‌است. هر چند تقسیم بندی‌های متعارف واحدهای جغرافیایی شمال و جنوب را به دو قسمت تقسیم می‌کند اما این دو نیمکره به لحاظ جمعیتی و سرزمینی با هم برابر نیستند.
- منطقه شمال در جغرافیای سیاسی اطلاعات حدود یک چهارم فضای سرزمینی را در بر می‌گیرد و سه چهارم بقیه متعلق به منطقه جنوب است. اما از لحاظ تولید، توزیع و مصرف اطلاعات سهم دنیای شمال نه دهم و دنیای جنوب یک دهم یا کمتر است.
- دنیای شمال اکثراً فرستنده و دنیای جنوب گیرنده اطلاعات و اخبار ارسال است.
- نخبگان دنیای جنوب معمولاً دوران پرمصرف زندگی (دوران کودکی و نوجوانی) خود را در جنوب و دوران باردهی و تولید(جوانی و میانسالی) خود را در شمال می‌گذارنند. (پدیده فرار مغزها)
- هر چند محققان برجسته کشورهای جنوب در دانشگاه‌ها و مراکز عملی فعال در مناطق شمال مشغول تحقیق و تألیف اند اما خود کشورهای جنوب نقش چندانی د رتولید علمی جهان ندارند. از طرف دیگر تولیدات علمی و اطلاعاتی دنیای جنوب برای جهانی شدن باید درنمایه‌های شکل گرفته در دنیای شمال نمایه شوند و آن اطلاعات باید از طریق پایگاه‌های اطلاعاتی کشورهای شمال برای شمال و جنوب دسترس پذیر باشد و این تولیدات باید تا حد امکان به یک یاچندزبان‌های بین‌المللی(شمال) نوشته شود.
- سرعت دسترسی به اطلاعات از طریق شبکه جهانی دردنیای شمال نزدیک به ۱۰۰ مگا بایت در ثانیه‌است در حالیکه دنیای جنوب در آرزوی دسترسی به یک مگا بایت هستند.
- سواد اطلاعاتی در دنیای شمال درحال افزایش است در حالی که مردم دنیای جنوب در گیرو دار مشکلات اقتصادی، اجتماعی و سیاسی بوده واغلب از توجه به سواد اطلاعاتی باز می‌مانند.

## سیاست‌مداران
سیاست‌مداران با توجه به تنیدگی قدرت سیاسی با قدرت اطلاعاتی در عصر جدید، در شکل دهی سیاست‌های اطلاعاتی و اطلاع رسانی کشورها نقش فعالی دارند و یا انکه سیاست‌مداران و دولتمردان حضور و تأثیرگذاری بر فرایندهای اطلاع رسانی(تولید، توزیع و مصرف اطلاعات) را مانند ایفای نقش وظایف بنیادین خود دارند.

## بازرگانان حوزه اطلاعات و ارتباطات و فناوری‌های مربوطه
بازرگانان حوزه اطلاعات و ارتباطات از لحاظ ماهیت کاری خود کسب سود بیش تر از خرید، توزیع و فروش اطلاعات و فناوری‌های مربوطه را مد نظر دارند. اما از آنجا که اطلاعات کالایی است که در مقایسه با سایر کالاها ارزش فراوانی دارد مصرف اطلاعات اشباع نمی‌شود و همواره انسانها به اطلاعات جدیدتر نیاز دارند بازار این کالا نیز در مقایسه با سایر کالاها از رونق روزافزونی برخوردار است. عده‌ای از بازرگانان منابع را در قالب ردیف اول، عده‌ای در قالب بازنمودن‌های مختلف و منابع ردیف دوم تهیه و به فروش می‌رسانند. البته در بعضی مواقع علایق سیاسی در کار بازگانان اثر می‌گذارد، به گونه‌ای که برخی از کشورها از دستیابی به سطح خاصی از اطلاعات در برخی ا زحوزه‌های حساس محروم می‌شوند. اما در کل موضع این قشر نسبت به سطح اول شفاف تر و منصفانه تر است. هر چند توجه بیش از حد به سود مالی در اشاعه کالای اطلاعاتی پذیرفتنی نیست.چون دستیابی همه افراد و جوامع به اطلاعات می‌تواند برای کل جوامع و جهان مفید باشد.

## تولید کنندگان اطلاعات
تولید کنندگان اطلاعات نقش اساسی در جغرافیای سیاسی اطلاعات بر عهده دارند. مهاجرت این قشر از نقطه‌ای به نقطه دیگر مورد توجه سیاست‌مداران، بازرگانان و تحلیل گران لست.
تولید کنندگان اطلاعات به دو دسته تقسیم می‌شوند:
1. تولید کنندگان اطلاعات رسانه‌ای

تولید کنندگان اطلاعات رسانه‌ای با توجه به سیاست کاری و خط مشی صاحبان، مدیران یا سیاستگذاران رسانه‌های مربوط به تولید محتوا می‌پردازند.
1. تولید کنندگان اطلاعات علمی

تولید کنندگان اطلاعات علمی قشر دیگری بوده که در جغرافیای سیاسی اطلاعات اهمیت بالایی داشته و باتوجه به ماهیت بی طرفانه کار عملی، این گروه وقت بیشتری را به دور از دغدغه‌های جانبی در آزمایشگاهها، کتابخانه‌ها و مراکز تحقیق و توسعه مس گذرانندو تولیدات این گروه‌ها بیشتر جنبه دوستانه دارد هر چند برای تولید این اطلاعات از بودجه‌ها ی تحقیقاتی و حمایت‌های مالی دولت‌های ملی و مراکز بین‌المللی بهره مند می‌شوند اما انتظار می‌رود روش علمی در کار این گروه بیشتر باشد.

## متخصصان اطلاعات و ارتباطات
متخصصان اطلاعات یا اطلاع رسانی قشر دیگری هستند که در جغرافیای سیاسی اطلاعا ت نقش اساسی بر عهده دارند و هدف این گروه نوع دوستانه تر است.
متخصصان کتابداری و اطلاع رسانی از زمان‌های قدیم اشاعه اطلاعات به قشرهای مختلف جامعه را سرلوحه کارشان قرار داده‌اند و کتابخانه به عنوان نماد ایده ایجاد امکان دستیابی به اطلاعات برای همگان در طول تاریخ نقش به سزایی در آگاهی بخشی افراد داشته‌است. و با توجه به گوناگونی و تنوع محمل‌های اطلاعاتی و مخاطبان آنها، نقش متخصصان اطلاعات و اطلاع رسانی روز به روز پررنگ تر می‌شود و این قشر با گردآوری، سازماندهی و دسترس پذیری و اشاعه اطلاعات تلاش می‌کنند تا راه را برای پیشرفت و ترقی انسان هموار کنند.

## حوزه‌های تحقیقی جغرافیای سیاسی اطلاعات برای متخصصان اطلاعات
۱. بررسی جریان جهانی، منطقه‌ای و ملی اطلاعات و شناسایی عوامل تأثیرگذار
۲. مطالعه علم سنجی در راستای شناسایی افراد، منابع و مناطق تأثیر گذار در جهت ترسیم نقش علمی کشورها
۳. مطالعه در باب پیدا کردن راه‌هایی برای دسترس پذیر کردن اطلاعات خارج از پایگاه پولی و انحصاری
۴. مطالعه در باب اخلاق اطلاعاتی و ترویج اطلاعات در مقابل تحمیل اطلاعات
۵. شناسایی مدل و عوامل تأثیر گذار بر مهاجرت نخبگان
۶. شناسایی راه‌های ارتقای سواد اطلاعاتی و سازماندهی محتوای اینترنت در راستای تسهیل دسترسی.

## اطلاعات و جهانی شدن
در بررسی روابط اطلاعات جهانی شدن متوجه می‌شویم که این دو پدیده رابطه دوگانه‌ای با همدیگر دارند. از یک طرف، اطلاعات نقش و جایگاه خاصی در جهانی شدن دارد و از طرف دیگر جهانی شدن باعث افزایش دسترسی به اطلاعات و درک اهمیت آن گشته‌است و در عرصه اطلاعات هم جهانی شدن به مثابه تسهیل جریان اطلاعات بر فراز مرزها یا بدون توجه به مرزها تلقی می‌شود. می‌توان چنین تعبیر کرد که افراد با داشتن اطلاعات به تعامل، مشارکت و همکاری تشویق می‌گردد که در نتیجه آن جهانی شدن در حال عینیت یا فتن است. جهانی شدن نیز خود باعث گسترش، تسریع، تسهیل و تشویق ارتباطات شده‌است. 

## یونسکو
یونسکو خلاصه شده سازمان فرهنگی، علمی و آموزشی سازمان ملل متحد است و در ۱۶ نوامبر ۱۹۴۵ در لندن به وسیله ۴۴ نماینده از دول مختلف به وجود آمد و هدف آن پیشبرد اهداف صلح بین‌المللی و رفاه عمومی نوع بشر از طریق روابط آموزشی، علمی و فرهنگی ملت‌های جهان تأسیس شد.
اهداف و وظایف یونسکو: شامل اشاعه صلح، پیشبرد حقوق بشر، تفاهم بین‌المللی و ایجاد نظم نوین جهانی است.
فعالیت‌های یونسکو در جهت رسیدن به این هدف‌ها سه شکل اصلی به خود گرفته که عبارتند از:
۱. همکاری معنوی بین‌المللی
۲. کمک‌های عملیاتی
۳. پیشبرد صلح و تفاهم بین‌المللی

## ایفلا
فدراسیون بین‌المللی انجمن‌ها و موسسات کتابداری در سال ۱۹۷۲ در ادینبورگ تأسیس شد.
ایفلا ارگانی مستقل، بین‌المللی، غیر دولتی و غیر انتفاعی است. 
اهداف ایفلا: شامل ارتقای تفاهم نین المللی، همکاری، گفت و شنود، پژوهش و توسعه در همه زمینه‌های کتابداری از جمله کتابشناسی، خدمات اطلاع رسانی وآموزش کارکنان و ایجاد، ایجاد تشکیلاتی که از طریق آن نبودن جنبه‌های بین‌المللی کتابداری را ارائه داد، همکاری با موسسه‌های بین‌المللی در زمینه اطلاع رسانی، سندپردازی و آرشیو داری و ایجاد دفاتر برای انجام وظایف مشخص است.

## شش برنامه اصلی ایفلا
۱.کنترل کتابشناختی و مارک بین‌المللی
این برنامه در سال ۱۹۷۳ به وسیله ایفلا پیشنهاد و در ژوئیه ۱۹۷۴ دفتر ش در بریتانیا افتتاح شد. در سال ۱۹۸۶ این برنامه با مارک بین‌المللی ادغام و (UBCIM) به وجود آمد.
۲.دسترسی جهانی به انتشارات (یو. ای. پی)
هدف آن فراهم آوردن شرایط دستیابی به مواد منتشر شده در معنای گسترده برای استفاده کنندگان در هر زمان و مکان و به هر شکل مورد نیاز است. 
مواد منتشر شده آن نه تنها منابع چاپی، بلکه مواد دیداری و شنیداری و انتشارات الکترونیکی را در بر می‌گیرد.
۳.برنامه حفاظت مواد کتابخانه‌ای (پی. ای. سی)
به منظور ایجاد شبکه‌ای جهانی طراحی شده و از طریق آن اطلاعات مربوط به حفاظت و نگهداری جریان یافته و میراث فرهنگی بشر در کتابخانه‌ها و آرشیو حفظ می‌شود.
۴.جریان جهانی ارتباطات(یو. دی. پی)
این برنامه به منظور بهبود امر انتقال الکترونیکی اطلاعات میان کتابخانه‌ها و استفاده کنندگان، کاهش ارتباطات دوربرد، انعکاس تحولات، تهیه اطلاعات و حمایت از ارتقاء، تکمیل و به کارگیری استانداردهای بین‌المللی قابل تطبیق با کاربردهای خاص کتابخانه‌ای در تبادل الکترونیکی اطلاعات عمل می‌کند.
۵.برنامه پیشبرد کتابداری در جهان سوم
این برنامه از اهداف اصلی ایفلا بوده که نخستین بار در کنفرانس ۱۹۸۴ در نایروبی(کنیا) مطرح شد. هدف آن تقویت حرفه، کمک به موسسه‌ها و خدمات کتابداری و اطلاع رسانی در کشورهای جهان سوم یا کشورهای در حال توسعه‌است.
یونی سیست
این سازمان در نتیجه مطالعات مشترک یونسکو و شورای بین‌المللی اتحادیه‌های علمی (ICUS) پایه ریزی شد.
این سازمان دارای ۵ هدف است:
بهبود وسایل ارتباط داخلی نظام ها؛
بهبود انتقال اطلاعات
تربیت نیروی انسانی متخصص
بهبود و گسترش سیاست اطلاعاتی علمی و شبکه‌های محلی
کمک‌های خاص به کشورهای در حال توسعه

## خبرگزاری‌های نوین ایران
- خبرگزاری پارس www.pars.ir

وزارت امور خارجه در سال ۱۳۱۳ خبرگزاری پارس را در جایگاه یک مرکز خبری ملی و رسمی تأسیس کرد.
- واحد مرکزی خبر (صدا و سیما) www.iribnews.ir

در دی ماه ۱۳۵۰، واحد مرکزی خبر با عنوان خبرگزاری رادیو و تلویزیون ملی ایران در چارچوب واحد اطلاعات و اخبار کارش را آغاز کرد.
- خبرگزاری مهر www.mehrnews.ir، خبرگزاری دانشجویان ایران(ایسنا) (www.isna.ir)، خبرگزاری ایرنا(جمهوری اسلامی)(www.isrna.ir)، خبرگزاری آفتاب(www.aftabnews.ir)، خبرگزاری فارس(www.farsnews.ir)، خبرگزاری ایپنا(ورزش ایران) (www.ipna.ir)، خبرگزاری ایلنا(کار ایران) (www.ilna.ir)، خبرگزاری کشاورزی ایران (ایانا) (www.iana.ir) و....

## برخی از خبرگزاری‌های معتبر و معروف جهان
 شین هوا
خبرگزاری جمهوری خلق چین بزرگترین مرکز دولتی جمع آوری و توزیع اخبار و اطلاعات در چین است که دولتی بوده و در پکن قرار دارد.
 اینترپرس سرویس
مهمترین خبرگزاری جهان سوم محسوب می‌شود که در سال ۱۹۶۴ با هدف محدود کردن تبادل اطلاعات تأسیس و رفته رفته امکان رقابت با خبرگزاری‌های بزرگ را به دست آورد.
 خبرگزاری آسوشیتدپرس
خبرگزاری آسوشیتدپرس از ارکان مهم در تجارت جهانی اطلاعات است.